# Goleniów (gmina w województwie wrocławskim)
Goleniów (alt. Golanów lub Galonów) – dawna gmina wiejska istniejąca w latach 1945–1946 w woj. wrocławskim (dzisiejsze woj. dolnośląskie). Siedzibą władz gminy był Goleniów (Golanów), obecnie część Kamieńca Ząbkowickiego o nazwie Goleniów Śląski.
Gmina Golanów powstała po II wojnie światowej na terenie tzw. Ziem Odzyskanych (tzw. II okręg administracyjny – Dolny Śląsk), obok krótkotrwałego miasta Kamieniec Ząbkowicki (1945–46). 28 czerwca 1946 gmina – jako jednostka administracyjna powiatu ząbkowickiego – weszła w skład nowo utworzonego woj. wrocławskiego.
Według stanu z 28 czerwca 1946 gmina liczyła 6216 mieszkańców. Gminę zniesiono krótko po tym, włączając ją do nowo utworzonej gminy Kamieniec Ząbkowicki, powstałej  po zniesieniu miasta Kamieniec.